# Goggomobil

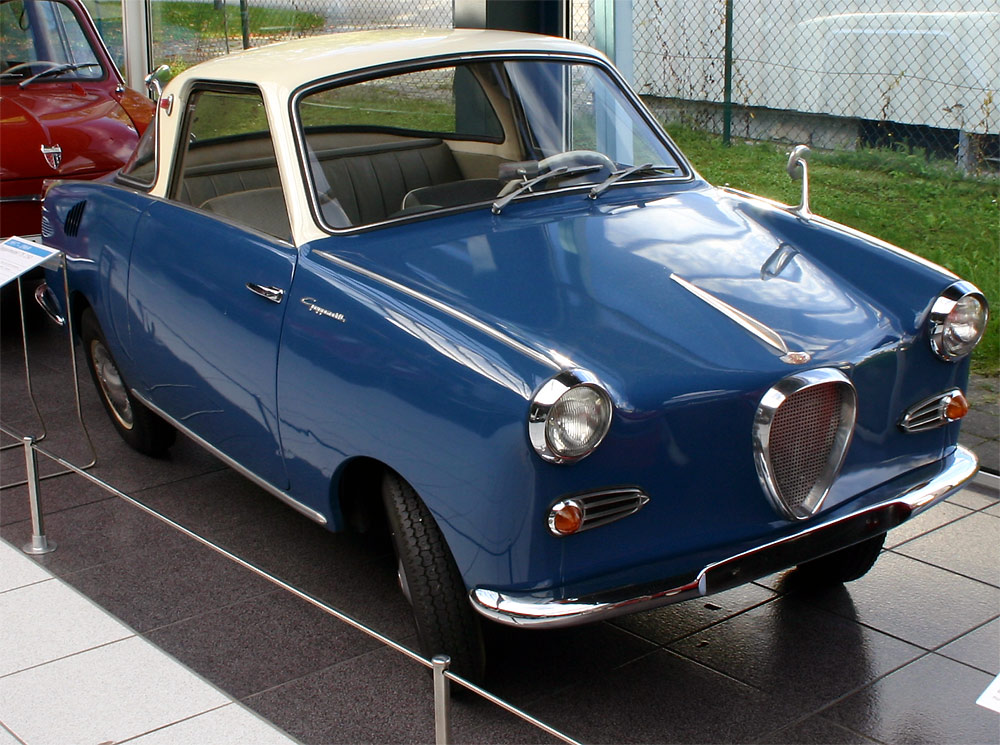
Goggomobil TS 250, la versió esportiva.

El Goggomobil o Goggo va ser un microcotxe fabricat per l'empresa alemanya Hans Glas a Dingolfing.
Es va presentar originalment a l'Exposició Internacional de Bicicletes i Motos (Internationale Fahrrad- und Motorrad-Ausstellung; IFMA) de 1954 a Colònia. Es podia conduir amb carnet de moto i els primers exemplars van sortir de la cadena de producció el 19 de gener de 1955 a un preu d'uns 3500 marcs alemanys de l'època.
El model original del Goggomobil, l'anomenat T, era molt bàsic, sense cap extra possible. A partir de 1957 es va afegir un segon neteja – vidres i les finestres, que inicialment lliscaven horitzontalment, pujaven amb palanqueta. A més, la gamma va créixer amb motors de 300 i 400 cm3 que s'afegien al de 250 cm3. en 1964 es van introduir més canvis, com les portes que ara s'obrien pel darrere, al contrari que les anteriors, conegudes com a "portes suïcides".
De 1957 a 1969 es va produir una versió coupé / esportiva amb el nom TS. De 1957 a 1965 es va fer una furgoneta tancada sobre la base del Goggomobil, que també es podia comprar en versió oberta. La majoria de la producció es va vendre al servei de correu alemany.
La producció es va aturar el 30 de juliol de 1969, dos anys i sis mesos després que BMW comprés Hans Glas. En total se'n van produir 284.491 unitats, que van arribar a costar 4.030 marcs. 214.313 es van fabricar com a berlines, 66.511 com a descapotables i 3.667 com a furgonetes, en l'actualitat sobreviuen uns 2.500 exemplars de Goggomobil.

## Models
- Goggomobil T (berlina)
- Goggomobil TS (esportiu)
- Goggomobil TL (furgoneta)

## Característiques tècniques
De tracció posterior i quatre velocitats tenia un motor posterior de dos cilindres i dos temps. Dues portes donaven accés a quatre places. La direcció era per cremallera, els frens hidràulics i la instal·lació elèctrica de 12 volts.

### Dimensions
- Berlina: 2,9 m longitud, 1,26 m amplada i 1,31 m alçada
- Esportiu: 3,055 m longitud, 1,37 m amplada i 1,24 m alçada
- Furgoneta: 2,91 m longitud, 1,32 m amplada i 1,70 m alçada

### Motors
- 250 amb una cilindrada de 245 cc. i 13,6 CV
- 300 amb una cilindrada de 293 cc. i 14,8 CV
- 400 amb una cilindrada de 392 cc. i 18 CV (la versió per a correus 20 CV)

### Pes
Berlina:
- T 250: 390 kg
- T 300: 410 kg
- T 400: 435 kg

Esportiu:
- TS 250: 420 kg
- TS 300: 420 kg
- TS 400: 430 kg

### Velocitat màxima
- T 250: 74 km/h, T 300: 90 km/h, T 400: 100 km/h
- TS 250: 84 km/h, TS 300: 95 km/h, TS 400: 105 km/h
- TL 250: 67 km/h, TL 300: 70 km/h, TL 400: 75 km/h

### Consum
- T/TS 250: 4,4 l/100 km, T/TS 300: 4,4 l/100 km, T/TS 400: 4,95 l/100 km
- TL 250: 4,8 l/100 km, TL 300: 5,0 l/100 km, TL 400: 5,2 l/100 km

## Fabricació en altres països

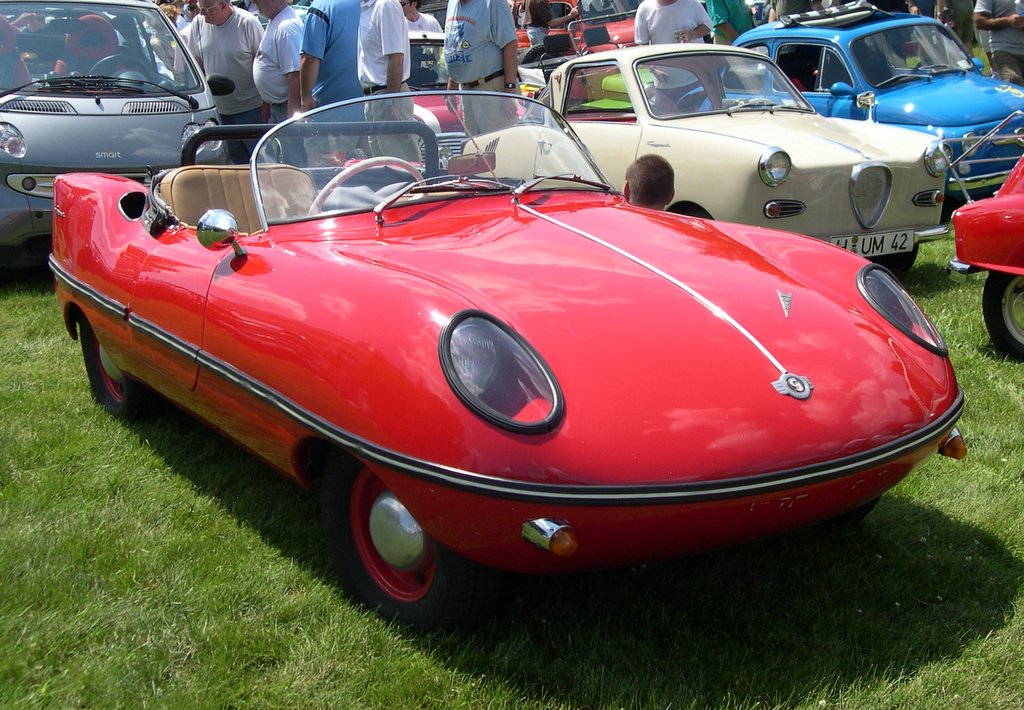
Goggomobil Dart de fabricació australiana

Entre 1957 i 1961 l'empresa Buckle Motors Pty Ltd de Sydney (Austràlia) va fabricar uns 700 microcotxes basats en el Goggomobil. Buckle Motors Pty Ltd era l'importador oficial de Goggomobil a Australia. Va frabricar els models Sedan de 350 i 400 cc, el Coupé, el Dart (un petit esportiu considerat per molts el Goggomobil més bonic) i diversos tipus de furgonetes.
A l'Argentina també es va produir un miler de Goggomobil.

### Producció al País Basc

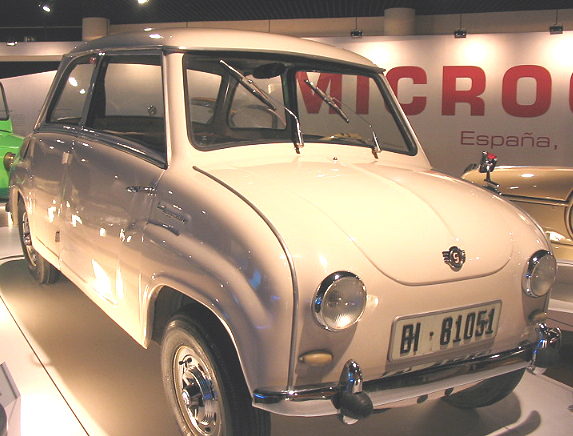
Goggomobil 400 S fabricat per Munguía

El 1957, Munguía Industrial, S.A., una empresa basca, arriba a un acord amb Hans Glas per a la producció del Goggomobil T 250.
La producció comença en 1962, any en què es van produir 1.100 unitats. En 1962 se'n van fer 2.100, en 1963 1.900 i en 1964 tan sols es van produir 450 unitats. En 1965 es va incorporar el model T 350 i la furgoneta. A començament de 1966 la producció es concentra el model 400 S del que només es van produir 550 unitats, perquè quedaven moltes unitats per vendre de l'any anterior.
Ja des de 1962, les vagues, els problemes amb els concessionaris i, el que va resultar definitiu, la competència del SEAT 600, van portar a l'empresa a buscar alternatives a la producció del Goggomobil. Es va contactar Standard Triumph, BMW o Volkswagen, però l'oposició del Ministeri d'Indústria franquista va condemnar les converses al fracàs. També va haver converses amb Honda, però finalment seria amb Lambretta amb qui s'arribaria a un acord.
El tancament de Munguía Industrial es va produir en 1966, degut a la manca de vendes del Goggomobil i la manca de fons per a fer les inversions que hagueren pogut permetre la fabricació d'altres models.